# SF의 장르
과학 소설(SF)의 하위 장르 및 그에 해당하는 작품들에 대한 목록.

## 하드 SF
하드 SF(Hard Science Ficion)는 엄밀한 과학적 사유에 근거하여 쓰여진 SF를 가리킨다. 주로 물리학, 천문학, 수학, 화학 등의 최신 이론에 기반한 아이디어를 정합성을 추구하면서 표현해 낸다.
현재까지(2009년도) 국내에 장편소설이 번역된 하드 SF 장르의 작가는 다음과 같다.
- 핼 클레먼트
- 아이작 아시모프
- 래리 니븐
- 그레고리 벤퍼드
- 루디 러커
- 그레그 이건
- 스티븐 백스터
- 아서 찰스 클라크

## 소프트 SF
소프트 SF란 밀도있는 과학적 사유와 정합성을 추구하는 태도보다는 과학기술 또는 과학 그 자체에 대한 인문학적 사유와 은유성을 추구하는 태도를 지니고 만들어진 SF 작품들을 뜻한다. 이 장르에 해당하는 작품들은 포스트 모더니즘적인 색채를 강하게 풍기며, 미래를 배경으로 하는 경우가 많긴 하지만 그 태도는 사이버펑크 및 포스트 사이버펑크 장르에서 미래를 예견하려고 하는 태도와는 거리가 상당히 멀다.
소설
- 켄 리우 <종이 동물원>

## 사이버펑크
사이버펑크란 최첨단 과학 기술이 도래한 가까운 미래를 배경으로 하면서 테크이상주의와 트랜스휴머니즘을 비판하는 작품들을 뜻한다. 

## 포스트 사이버펑크
포스트 사이버펑크란 사이버펑크에서 다루던 배경과 과학적 관심사는 그대로 이어가면서 기존의 사이버펑크가 가지던 사상적인 부분은 제거된 작품들을 뜻한다.
영화
- 《매트릭스》

## 스팀펑크
스팀펑크는 주로 증기 기관을 주로 사용했던 유럽의 산업 혁명 시대를 배경으로 한 SF 장르이다.
소설
- 스티븐 벡스터의 《안티 아이스》
- 팀 파워스의 《아누비스의 문》

영화 / 애니메이션
- 《스팀보이》

## 아포칼립스 SF
아포칼립스 SF란 인류가 종말을 맞이하게 되는 시대를 배경으로 한 SF 작품들을 뜻한다.

## 포스트 아포칼립스 SF
포스트 아포칼립스 SF란 인류가 종말을 맞이하고 인류 문명이 완전히 붕괴된 이후의 시대를 배경으로 한 SF 작품들을 뜻한다.

## 디스토피아 SF
디스토피아 SF란 과학기술에 의해 디스토피아 시대가 도래한 미래를 배경으로 한 작품들을 뜻한다.
대표적인 작가로 올더스 헉슬리, 조지 오웰이 있다.
소설
- 올더스 헉슬리 《멋진 신세계》

영화
- 《브이 포 벤데타》
- 《가타카》
- 《마이너리티 리포트》

## 스페이스 오페라
스페이스 오페라 또는 우주 활극은 우주 공간에서의 모험등을 다룬 것이다.
소설
- 스미스의 《스카이라크》, 《렌즈맨》시리즈
- 해밀턴의 《캡틴 퓨처》시리즈
- 밴보트의 《비글호의 모험》
- 돌레찰의 《우주 순찰정 X호》
- 로이스 맥마스터 부졸드의 《마일즈 보르코시건 시리즈》

영화 / 드라마
- 《스타게이트》
- 《스타워즈》
- 《스타트렉》
- 《에일리언》
- 《프레데터》
- 《배틀스타 갈락티카》

애니메이션
- 《퓨처라마》